# Ingrid Jellart
Ingrid Jellart, som gift Ingrid Severgårdh, född 9 maj 1941 i Enskede, är en svensk barnskådespelare.
Jellart gifte sig 1967 med gymnastikdirektör Jan Severgårdh.

## Filmografi
- 1953 – Dumbom
- 1954 – Karin Månsdotter
- 1955 – Flickan i regnet
- 1955 – Älskling på vågen
- 1956 – Flickan i frack